# Krzysztof Hejwowski
Krzysztof Andrzej Hejwowski (ur. 1952 w Warszawie, zm. 27 września 2019) – polski językoznawca, doktor habilitowany nauk humanistycznych.

## Życiorys

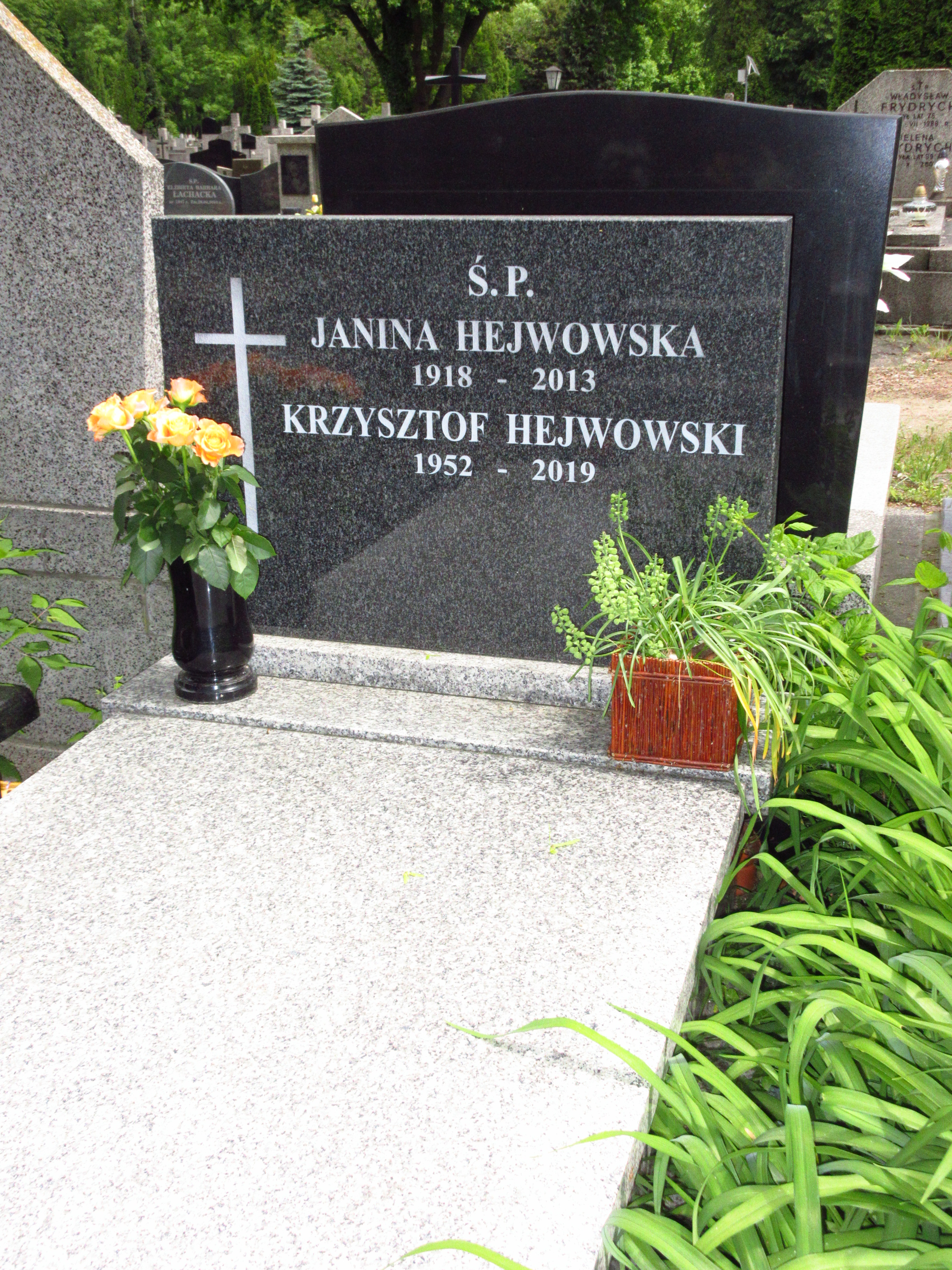
Grób profesora Krzysztofa Hejwowskiego na cmentarzu Bródnowskim

W 1976 ukończył studia filologii angielskiej na Uniwersytecie Warszawskim, natomiast w 1992 obronił pracę doktorską Psychologiczny model tłumaczenia, 9 czerwca 2005 habilitował się na podstawie oceny dorobku naukowego i pracy zatytułowanej  Tłumaczenie w ujęciu kognitywno-komunikacyjnym. W 2010 objął stanowisko profesora nadzwyczajnego Uniwersytetu Warszawskiego.
Piastował funkcję profesora nadzwyczajnego we Wszechnicy Mazurskiej w Olecku na Wydziale Filologii, w Instytucie Lingwistyki Stosowanej na Wydziale Lingwistyki Stosowanej, oraz w Instytucie Anglistyki na Wydziale Kulturoznawstwa i Filologii Szkoły Wyższej Psychologii Społecznej w Warszawie.
Był dyrektorem Instytutu Lingwistyki Stosowanej, a także dziekanem Wydziału Lingwistyki Stosowanej.
Został pochowany 3 października 2019 na cmentarzu Bródnowskim (kwatera 50I-2-3).

## Publikacje
- 2004: Translation: a cognitive-communicative approach[3]
- 2007: Czasowniki angielskie z pełnymi odmianami[3]
- 2012: Olgierd Wojtasiewicz – ojciec polskiej translatoryki[3]
- 2015: Iluzja przekładu[4]
- 2019: Nowe wspaniałe światy Aldousa Huxleya i ich recepcja w Polsce[3]